# Кубок Тевиса
Соревнования по дистанционным конным пробегам Западных Штатов, более известные как Кубок Тивиса (Tevis Cup). Длина пробега — 100 миль. Проводятся ежегодно, начиная с 1955 г.
Пробег начинается в Placer County (Калифорния) в 05:15 неподалёку от города Truckee, и заканчивается сутки спустя на ярмарочной площади в Auburn (Калифорния).
Каждый всадник, который сможет достичь конечной точки за 25 часов и не будет дисквалифицирован, получает наградную серебряную пряжку.
Рекордное количество выигранных одним всадником пряжек — 28.